# Santa Maria in Calanca
Santa Maria in Calanca är en ort och kommun i den italienskspråkiga regionen Moesa i kantonen Graubünden, Schweiz. Kommunen har 119 invånare (2023). Den ligger i nedre delen av dalen Val Calanca. 